# Sistema de gestión de contenidos de aprendizaje
Un sistema de gestión de contenidos de aprendizaje (LCMS, sigla de Learning Content Management System, en inglés) es un marco de trabajo multi-usuario en el que se puede crear, reutilizar, almacenar, diligenciar y ofrecer contenidos digitales de aprendizaje, partiendo de un almacén de contenidos central, es decir, es un sistema de gestión de contenidos (CMS) que se utiliza para el aprendizaje.
Los LCMS son sistemas de e-Learning existentes en la actualidad, que incorporan la gestión de contenidos para el sistema de gestión académica del estudiante (registro, comunicación, notas, tutoriales), además, permiten organizar contenidos por temas de un determinado curso. Estos sistemas ofrecen a los usuarios, en este caso, a los desarrolladores de contenidos de aprendizaje, diseñadores instruccionales o expertos en las diferentes materias, diferentes medios y recursos para crear, reutilizar o expandir los contenidos de aprendizaje deseados.

## Definición
Se asemeja a grandes rasgos a la definición de campus virtual, pues se trata de un sistema tecnológico que aúna las opciones que ofrece un CMS para elaborar y guardar contenidos, y la posibilidad de administrar cursos que ofrece un LMS. Existen claras diferencias entre los términos CMS y LMS: 
- Entre las tareas de elaboración y almacenamiento de contenidos que competen a un CMS, se pueden encontrar otras más específicas relacionadas con la edición de los mismos que comienzan por su diseño y llegan hasta su difusión.[2]

- La administración de la que se encarga un LMS incluye tareas más concretas que afectan a los agentes del ámbito educativo (control continuado durante el proceso de aprendizaje, de los tiempos o facilitar un intercambio comunicativo, entre otras).[3]

Así, los LCMS crean partes de contenido en forma de módulos que se pueden personalizar, manejar y usar en diferentes ocasiones (cursos). El LCMS puede ser integrado en un LMS, o los dos pueden ser conectados por una interfaz. 
Los LCMS también se definen como sistemas de software que unen las capacidades de gestión, elaboración y reutilización de contenidos digitales de aprendizaje de un CMS, al que le suman las capacidades de almacenamiento de un sistema de gestión de aprendizaje.

## Funcionalidades
Las funcionalidades de los LCMS son las mismas que las de los LMS con un añadido: la creación y administración de contenidos, de forma que la información volcada se puede modificar en pro de la creación de elementos de aprendizaje que respondan a necesidades y estilos de aprendizaje marcados de forma específica.
Además, uno de los principales objetivos de estos sistemas es La función principal de los LCMS es poder administrar a los estudiantes, dar seguimiento a su aprendizaje y medir su implicación y desempeño, todo ello gracias a los recursos y actividades de capacitación.
Se trata, pues, de un entorno multiusuario en el cual los desarrolladores almacenan, crean, gestionan, reutilizan y distribuyen a partir de un repositorio central de objetos de aprendizaje una serie de contenidos. A estos sistemas de aprendizaje a distancia también se les conoce como Entornos Virtuales de Aprendizaje (VLE, por sus siglas en inglés).
Destacar las siguientes funcionalidades del sistema de gestión de contenidos de aprendizaje:
- Gestionar usuarios, cursos, grupos y recursos: Nos permite gestionar los permisos y accesos, controlar y hacer seguimiento mediante las herramientas de evaluación al proceso de aprendizaje.
- Generar informes.
- Administrar servicios de Comunicación: Foros, chats, blogs, video conferencias, entre otros.
- Aplicar metodologías de enseñanza y evaluar el desempeño.
- Abarcar conocimientos para distribuir a una comunidad.
- Creación y administración de contenidos adaptando a distintos ritmos de aprendizaje.

## LCMS vs. LMS, LRS
Los sistemas de gestión de contenidos de aprendizaje son software que están diseñados para favorecer el trabajo de las personas que se dedican al diseño tecno-pedagógico o diseño instruccional. Por lo tanto, están pensados para colaborar en la generación objetos de aprendizaje (OA) reutilizables y escalables de manera eficiente y evitando duplicidades. A diferencia de estos, los LMS están diseñados desde el punto de vista del usuario/alumnado. Este tipo de plataformas son complementarias a las LCMS porque es en los LMS donde se incorpora el resultado del contenido generado en los LCMS. Es decir, que es la plataforma visible al alumnado, en la que realiza su curso online y la que sirve al profesorado/persona que realice la tutoría para monitorizar el seguimiento de su aprovechamiento.
Por otra parte, y ligado al desarrollo del big data así como a la formación fuera de línea e informal, en 2011 surgieron las plataformas LRS. Este tipo de software recopila, almacena y comparte todo tipo de registros que se hayan generado mediante el estándar xAPI o Tin Can API. Ello se traduce en que mediante esta aplicación se puede monitorizar e incluso medir el impacto a nivel de KPI de las actividades que lleve a cabo una persona cualquiera que sea el dispositivo a través del que lo haga. Los indicadores de impacto y aprovechamiento quedan registrados de forma individualizada y pormenorizada sobre cualquier actividad que realice on u off line independientemente del dispositivo desde el que acceda. Además de ello, esta información es interoperable, por lo que el flujo de datos podría viajar junto con el usuario a la plataforma que se decidiera. El uso de estas 3 modalidades de plataforma es complementario. De hecho, cabe la integración de LRS en Moodle a través de complementos informáticos de su página oficial.

## Principales componentes
Los LCMS pueden ofrecer los siguientes componentes:
- Objetos de aprendizaje: La idea principal del “objeto” es que puede ser reutilizado. Son una entidad, digital o no digital, la cual puede ser usada o rehusada o referenciada durante la tecnología instruccional para el aprendizaje en línea. Redescubriendo soluciones que ya hayan sido cubiertas con anterioridad, garantizando construir materiales de calidad y teniendo la alternativa de poder re-usar el material ya construido. Resulta como un beneficio el aprovechar la potencialidad de las herramientas tecnológicas que permiten hacer de los objetos de aprendizaje un elemento electrónico de aprendizaje fácil de acceder y compartir.
- Herramientas de autoría: Teniendo en cuenta los estándares, se utilizan para la creación de objetos de aprendizaje. Sirven para componer, editar, ensamblar y administrar objetos. Dos términos a destacar en este punto:
  - XML. Lenguaje de marcado que define un conjunto de reglas para la codificación de documentos.
  - SCORM. Estándar e-learning o, dicho de otra forma, una referencia a seguir para compartir contenidos.
- Herramientas de publicación: Permiten revisar los objetos de aprendizaje creados, teniendo en cuenta los estándares de publicación XML y SCORM.
- Herramientas de colaboración: Facilitan la comunicación entre los miembros de un mismo grupo. Ayudan a simplificar el trabajo de equipo e incrementan la productividad. La asignación de permisos y posibilidad de edición y comunicación entre los miembros.
- Interfaz dinámica: Herramienta que nos permite tener información al detalle de las tareas, poder hacer una evaluación continua del proceso.
- Aplicación administrativa: Gracias a ellos podemos guardar y tener un seguimiento de los diferentes perfiles y características de cada uno de los miembros del grupo.

## Los objetos de aprendizaje en los LCMS: contenidos y actividades
Un objeto de aprendizaje que se incluya en un sistema de gestión de contenidos de aprendizaje, al igual que cualquier materia hacia la que se dirijan las acciones de una empresa, institución o iniciativa digital, puede surgir de los siguientes tipos de actividades:
- Generación: creación de contenidos y actividades que constituyan objetos de aprendizaje.
- Transformación: creación de nuevos objetos de aprendizaje a partir de contenidos y actividades ya elaborados.
- Distribución: aproximación de objetos de aprendizaje a los destinatarios finales.

A su vez, el diseño y la selección de los objetos de aprendizaje involucran fundamentalmente tres
disciplinas:
- Diseño instruccional: imprescindible para dar con objetos de aprendizaje que sean coherentes con los objetivos educativos.
- Computación: necesaria para la construcción de recursos educativos en plataformas digitales como los sistemas de gestión de contenidos de aprendizaje.
- Bibliotecología (digital): implica la catalogación de los objetos de aprendizaje a partir de etiquetas y metadatos, es decir, su descripción, categorización y almacenaje para facilitar su búsqueda y su uso personalizado.

De esta manera, el objetivo de los sistemas de gestión de contenidos de aprendizaje no es solamente ofrecer objetos de información, sino objetos de aprendizaje situados en contextos significativos para los estudiantes.Los contenidos educativos para un sistema e-learning constituyen uno de los principales apoyos para la adquisición de nuevos conocimientos. Como se indica en la sección anterior, hay un elemento de autoría en el cual se diseña, planifica los contenidos apropiados para el fin didáctico.
Los contenidos y actividades que se ponen a disposición del estudiante en una LCMS constituyen los objetos de aprendizaje. Éstos deben ser adecuados al modelo pedagógico elegido, coherentes con el sistema de evaluación usado, complementarios al resto de recursos de aprendizaje disponibles en el aula y adaptados a las necesidades del alumnado.
Los paquetes de contenido son la mejor forma de compartir materiales educativos. Todos los archivos requeridos se almacenan convenientemente dentro de un único archivo con una estructura estándar que puede ser entendida por un programa de repositorio y por Entornos de Aprendizaje.
Las características principales de los contenidos se pueden resumir en que los contenidos deben de poder ser consumidos y empleados varias veces entre organizaciones y no estar sujetos a un único formato. Al mismo tiempo, son adaptables gracias al motor por el cual pueden ser utilizados por diferentes grupos de usuarios.
Y por último, los contenidos pueden ser encontrados por diferentes criterios.
Para alcanzar estos contenidos, se necesitan una serie de actividades, muy diversas y dispares según el contenido a aprender. Actividades como  "edición de video, foros de discusión, audios, chats, blogs, wikies, buscadores", etc. Hay un sinfín de actividades que se pueden hacer como infografías, debates, diagramas...
Dentro de las aplicaciones gratuitas y de código fuente abierto tenemos: 
- Exelearning.net[18]
- Reload.ac.uk[19]
- Movable Type: es el preferido por los usuarios. Dentro de sus actividades, permite la creación de blogs.
- Canva: te permite crear infografías, presentaciones, póster, currículos.
- Google Classroom: se utiliza en los colegios e institutos para pautar el aprendizaje. Puedes crear actividades como exámenes, cuestionarios para evaluar, reuniones virtuales...
- Wordpress: creador de páginas web y blogs.
- Blackboard LMS: dentro de ésta, está BlackboardLearn. Se utiliza en universidades y ofrece la posibilidad de creación de cursos, investigación y que el profesorado paute el desarrollo del alumno.

Dentro de las aplicaciones de pago existe un mayor abanico de posibilidades:
- Las hay que permiten convertir o crear contenido SCORM con aplicaciones tipo Microsoft Word (Wimba Create), Powerpoint (Articulate 360) o Adobe Captivate, o simplemente capturar cualquier cosa que pase en pantalla (TechSmith Camtasia)
- Y las hay que están basadas en plantillas (Articulate Engage) y permiten la creación rápida de contenidos sin tener que saber nada de HTML o Flash.
- Authorware, Toolbook, Director, Flash, Dreamweaver… son herramientas más “genéricas”, bien sea para la producción web o multimedia, que permiten mayor libertad cuando diseñas cursos online.